# Mata de Plátano
Mata de Plátano è un distretto della Costa Rica facente parte del cantone di Goicoechea, nella provincia di San José.